# Bembix sibilans
Bembix sibilans  (лат.) — вид песочных ос рода Бембексы из подсемейства Bembicinae (Crabronidae). Обнаружены в южной Африке: Лесото, Южно-Африканская Республика. Среднего размера осы: длина тела около 2 см. Тело коренастое, чёрное с развитым жёлтым рисунком. Лабрум вытянут вперёд подобно клюву. Ассоциированы с растениями 4 семейств: Зонтичные (Foeniculum vulgare Mill.); Астровые (Berkheya heterophylla (Thunb.) O. Hoffm. и Chrysocoma ciliate L.); Бурачниковые (Anchusa capensis Thunb.); Норичниковые (Phyllopodium cuneifolium (L. f.) Benth.). В качестве жертв отмечены мухи из 6 семейств: Слепни, Длиннохоботницы, Жужжалы, Каллифориды, Серые мясные мухи, и Тахины. Вид был впервые описан в 1893 году австрийским энтомологом Антоном Хандлиршом (Anton Handlirsch, 1865—1935) по материалам из Южной Африки
.